# 李浣青
李浣青（1923年—1987年2月7日），原名李雪梅，江苏吴县人，電影演員，演員韩非之妻。

## 生平
李浣青1943年毕业于重庆社会教育学院艺术专修科。之後在中国艺术剧社、中华剧艺社擔任演员。曾出演《棠棣之花》、《大明英烈传》、《结婚进行曲》等话剧。1946年參演上海实验电影工场拍摄影片《铁骨冰心》。1947年參演昆仑影业公司影片《万家灯火》，1948年參演上海清华影片公司影片《大团圆》，1949年參演文華影片公司影片《哀乐中年》。同年參與拍摄影片《火凤凰》、《花凤仙》。1951年，其參演的香港电影《花姑娘》由龙马影片公司出品。1952年，李浣青加入上海电影制片厂。1957年參演電影《羊城暗哨》，1958年參演電影《夜走骆驼岭》、1958年參演電影《小康人家》。1960年后改任上海电影制片厂文学部编辑。1987年病逝于上海。墓地位於上海福壽園。